# SN 2001gl
SN 2001gl – supernowa typu Ib/c odkryta 15 kwietnia 2001 roku w galaktyce A140116+0512. W momencie odkrycia miała maksymalną jasność 23,70m.